# Deep Cuts, Volume 3 (1984–1995)
«Deep Cuts, Volume 3 (1984—1995)» — збірник пісень рок-гурту «Queen», в якому представлені деякі з їхніх менш відомих пісень з 1984 по 1995 рік. «Deep Cuts Volume 3» вийшов 5 вересня 2011 року в рамках 40-річчя «Queen» одночасно з третьою групою з п'яти перевидань студійних альбомів «Queen» («The Works», «A Kind of Magic», «The Miracle», «Innuendo» і «Made in Heaven), з яких і були взяті пісні для збірника. У цьому релізі пісня «Khashoggi's Ship» має вступ ударних (щоб відокремити її від пісні «Party», яка не ввійшла у цей збірник), а пісня «It's a Beautiful Day (Reprise)» починається з 15 секунд повільного нарощування і закінчується композицією «Yeah» (це окремий трек на «Made in Heaven»).

## Трек-лист
| #   | Назва                                                     | Автор                        | Тривалість |
| --- | --------------------------------------------------------- | ---------------------------- | ---------- |
| 1.  | «Made in Heaven» (з Made In Heaven, 1995)                 | Фредді Мерк'юрі              | 5:27       |
| 2.  | «Machines (Or 'Back to Humans')» (з The Works, 1984)      | Браян Мей, Роджер Тейлор     | 5:07       |
| 3.  | «Don't Try So Hard» (з Innuendo, 1991)                    | Queen (Мерк'юрі)             | 3:40       |
| 4.  | «Tear It Up» (з The Works, 1984)                          | Мей                          | 3:24       |
| 5.  | «I Was Born to Love You» (з Made In Heaven, 1995)         | Мерк'юрі                     | 4:50       |
| 6.  | «A Winter's Tale» (з Made In Heaven, 1995)                | Queen (Мерк'юрі)             | 3:52       |
| 7.  | «Ride the Wild Wind» (з Innuendo, 1991)                   | Queen (Тейлор)               | 4:43       |
| 8.  | «Bijou» (з Innuendo, 1991)                                | Queen (Мерк'юрі, Мей)        | 3:37       |
| 9.  | «Was It All Worth It» (з The Miracle, 1989)               | Queen (Мерк'юрі)             | 5:45       |
| 10. | «One Year of Love» (з A Kind of Magic, 1986)              | Джон Дікон                   | 4:27       |
| 11. | «Khashoggi's Ship» (з The Miracle, 1989)                  | Queen (Мерк'юрі)             | 2:52       |
| 12. | «Is This The World We Created...?» (з The Works, 1984)    | Мерк'юрі, Мей                | 2:12       |
| 13. | «The Hitman» (з Innuendo, 1991)                           | Queen (Мерк'юрі, Мей, Дікон) | 4:56       |
| 14. | «It's A Beautiful Day (Reprise)» (з Made In Heaven, 1995) | Queen (Мерк'юрі)             | 3:21       |
| 15. | «Mother Love» (з Made In Heaven, 1995)                    | Мерк'юрі, Мей                | 4:48       |